# Cleistanthus acuminatus
Cleistanthus acuminatus là một loài thực vật có hoa trong họ Diệp hạ châu. Loài này được (Thwaites) Müll.Arg. mô tả khoa học đầu tiên năm 1866.